# Psilopilum cavifolium
Psilopilum cavifolium là một loài Rêu trong họ Polytrichaceae. Loài này được (Wilson) I. Hagen miêu tả khoa học đầu tiên năm 1916.